# Complexo Desportivo do SC Freamunde
O Complexo Desportivo do Sport Clube de Freamunde é um estádio multiusos em Freamunde, Portugal que pertence ao Sport Clube de Freamunde. O estádio tem uma capacidade de 5 000 pessoas e conta com 1 campo principal com bancada dos dois lados com camarotes, bar e restaurante; 3 campos de treinos dois campos de sintético um deles com bancada para 500 pessoas e um pelado que não e utilizado por nenhuma secção da formação.

## Historia

#### História e Construção
A ideia de construir um novo complexo desportivo para o Sport Clube de Freamunde surgiu em meados da década de 1970. Em Assembleia Geral Extraordinária, realizada a 26 de outubro de 1977, foi eleita uma Comissão de Obras, presidida por José Maria Taipa, para liderar o projeto. Os planos iniciais eram ambiciosos e incluíam não apenas um campo de futebol, mas também uma série de outras infraestruturas, como piscinas, pavilhão, pista de atletismo, circuitos de manutenção, entre outras.
O projeto foi desenhado pelos arquitetos J. Carlos Loureiro e L. Pádua Ramos, sediados no Porto, e custou cerca de trezentos contos. O local escolhido para a construção era uma zona arborizada, ideal para o desenvolvimento de um complexo desportivo de grande porte.
No entanto, a execução do projeto encontrou inúmeros obstáculos, incluindo orçamentos elevados e dificuldades relacionadas à venda de terrenos anteriormente pertencentes ao clube, conhecidos como "Carvalhal". Esses problemas, juntamente com a saída da maioria dos membros da Comissão de Obras, exceto Vitorino Ribeiro, resultaram na paralisação das obras por cerca de uma década.

#### Recomeço e Inauguração
Após um longo período de inatividade, as obras do complexo foram retomadas nos anos 1980. Em setembro de 1989, o projeto começou a ganhar forma, e a inauguração do novo estádio foi marcada para fevereiro de 1990. O primeiro jogo oficial no novo estádio aconteceu a 18 de fevereiro de 1990, com o Sport Clube de Freamunde a defrontar o Fafe. A partida terminou com um empate sem golos, sob arbitragem de Jorge Coroado, auxiliado por João Gil e João Ferreira.

## Desenvolvimento Recente
Em fevereiro de 2009, o Complexo Desportivo do Sport Clube de Freamunde continuou a evoluir, com a instalação de um relvado sintético no campo de treinos nº 1. Esta obra, há muito esperada, representou uma melhoria significativa nas condições de treino, especialmente para as camadas jovens do clube. A inauguração do relvado sintético ocorreu em março de 2009, marcando mais um marco importante na história do complexo desportivo.

#### Intervenções de 2016
Em 2016, o Sport Clube de Freamunde, em colaboração com a sua Sociedade Anônima Desportiva (SAD), conduziu uma série de melhorias significativas no seu estádio. Entre as intervenções, destacam-se a criação de novas salas destinadas a diversas funções administrativas e operacionais, bem como a modernização dos camarotes, visando proporcionar uma experiência mais confortável e sofisticada para os espectadores.

#### Instalação de Relvado Sintético e Construção de Nova Bancada
Em 2022, em resposta ao estado inadequado do campo de relva anterior, a Câmara Municipal de Paços de Ferreira promoveu a instalação de um novo relvado sintético no estádio. Esta iniciativa garantiu melhores condições para a prática desportiva, independentemente das condições climáticas, representando uma melhoria substancial para o clube.
Simultaneamente, o Sport Clube de Freamunde procedeu à construção e inauguração de uma nova bancada no Campo de Treinos Nº 1, com capacidade para 500 pessoas. Esta nova estrutura proporcionou melhores condições de acomodação para os adeptos que acompanham as sessões de treino e as competições das categorias de base e formação.

#### Obras de 2023/24
Nos anos de 2023 e 2024, o Sport Clube de Freamunde realizou uma série de intervenções de manutenção e melhorias na infraestrutura do estádio. Estas obras incluíram a repintura das cadeiras, a limpeza profunda de todas as áreas do complexo, o tratamento especializado do relvado e a renovação dos balneários dos jogadores. Tais iniciativas foram essenciais para assegurar que o estádio continue a oferecer um ambiente seguro e de alta qualidade, tanto para os jogadores quanto para os adeptos.